# Чачерски рејон
Чачерски рејон (блр. Чачэрскі раён; рус. Чечерский район) административна је јединица другог нивоа на североистоку Гомељске области у Републици Белорусији. 
Административни центар рејона је град Чачерск.

## Географија
Чачерски рејон обухвата територију површине 1.229,88 км² и на 19. је месту по површини у Гомељској области. На северу граничи са Краснапољским рејоном Могиљовске области, на западу су Буда-кашаљовски и Рагачовски рејони, на југу је Веткавски рејон, на северу Кармјански рејон, и на истоку Брјанска област Руске Федерације.
Низијским рељефом рејона доминирају реке Сож (која пресеца територију рејона од севера ка југу) и Чачора. Највећи део територије рејона обухвата подручје Чачерске равнице и Гомељског Полесја. Највиша тачка је Лисаја на 177 м надморске висине, а најнижи део лежи уз обалу Сожа на 120 метара.

## Историја
Рејон је основан 8. децембра 1926. године.

## Демографија
Према резултатима пописа из 2009. на том подручју стално је било насељено 15.790 становника или у просеку 12,84 ст/км².
Основу популације чине Белоруси (94,15%), Руси (4,26%) и остали (1,59%).
Административно рејон је подељен на подручје града Чачерска, који је уједно и административни центар рејона, и на још 7 сеоских општина. На целој територији рејона постоји укупно 126 насељених места. 

## Саобраћај
Преко западног дела рејона пролази аутопут од европског значаја на релацији Санкт Петербург (РУС)—Одеса (УКР).